# Las Yayas de Viajama
Las Yayas de Viajama es un municipio de la República Dominicana, que está situado en la provincia de Azua.

## Límites
Municipios limítrofes:
|               | Norte: San Juan y Padre Las Casas  |                               |
| Oeste: Tamayo |                                    | Este: Tábara Arriba y Peralta |
|               | Sur: Vicente Noble y Tábara Arriba |                               |

## Distritos municipales
Está formado por los distritos municipales de:
| Nombre               | Código   |
| -------------------- | -------- |
| Las Yayas de Viajama | 05020301 |
| Villarpando          | 05020302 |
| Hato Nuevo Cortés    | 05020303 |